# Купеле
Купеле (рум. Cupele) — село у повіті Джурджу в Румунії. Входить до складу комуни Винеторій-Міч.
Село розташоване на відстані 45 км на захід від Бухареста, 75 км на північний захід від Джурджу, 137 км на схід від Крайови, 128 км на південь від Брашова.

## Населення
За даними перепису населення 2002 року у селі проживали 495 осіб, усі — румуни. Усі жителі села рідною мовою назвали румунську.